# Мали Залази
Мали Залази (на сръбски: Мали Залази) е село в Черна гора, разположено в община Котор. Населението му според преброяването през 2011 г. е 0 души.

## Население
Численост на населението според преброяванията през годините:
- 1948 – 90 души
- 1953 – 101 души
- 1961 – 61 души
- 1971 – 5 души
- 1981 – 2 души
- 1991 – 3 души
- 2003 – 0 души
- 2011 – 0 души